# Журавлі (Романовський район)
Журавлі́ (рос. Журавли) — селище у складі Романовського району Алтайського краю, Росія. Входить до складу Гільов-Логівської сільської ради.

## Населення
Населення — 29 осіб (2010; 53 у 2002).
Національний склад (станом на 2002 рік):
- росіяни — 96 %